# Волынский, Александр Фомич
Александр Фомич Волынский (род. 10 июня 1939, д. Черниговка, Иланский район, Красноярский край) — юрист, специалист по профилактике и теории оперативно-розыскной деятельности; выпускник Высшей школы МООП РСФСР (1964), доктор юридических наук с диссертацией об основах технико-криминалистического обеспечения раскрытия и расследования преступлений (1999); начальник кафедры криминалистики Юридического института МВД России; Заслуженный юрист РФ, Почетный работник МВД России и Заслуженный юрист МВД России.

## Биография
Родился в деревне Черниговка, располагавшейся на территории Иланского района Красноярского края. В 1958 году стал выпускником Омской специальной средней школы МВД СССР. Через шесть лет окончил Высшую школу Министерства охраны общественного порядка (МООП) РСФСР. В 1971 году защитил кандидатскую диссертацию, научным руководителем которой являлся доцент Николай Полевой, на тему «Криминалистическая экспертиза в европейских социалистических странах».
В период с 1974 по 1989 год Волынский работал в центральном аппарате МВД СССР и в нескольких научно-исследовательских учреждениях советской милиции: он являлся начальником отдела и возглавлял Центральную научно-исследовательскую криминалистическую лабораторию; кроме того, состоял заместителем начальника экспертно-криминалистического управления и занимал пост заместителя начальника лаборатории. В 1989—2002 годах был начальником кафедры криминалистики, относившейся к Юридическому институту МВД России.
В 1999 году Волынский успешно защитил докторскую диссертацию на тему «Концептуальные основы технико-криминалистического обеспечения раскрытия и расследования преступлений». Вышел в отставку из органов внутренних дел РФ в 2004 году. Через три года начал работать в должности профессора (по совместительству) на кафедре управления органами расследования преступлений в Академии управления МВД России.

## Работы
Александр Волынский является автором и соавтором более двух сотен научных работ, включая 14 монографий, учебников и учебных пособий; под его научным руководством были защищены почти пять десятков кандидатских и пять докторских диссертаций:
- «Криминалистическая экспертиза в странах социалистического содружества» (Волгоград, 1976);
- «Профилактика преступлений» (М., 1979) (в соавт.).
- Расследование провокаций взятки и коммерческого подкупа / А. Ф. Волынский, Е. С. Лапин. — Москва : Юрлитинформ, 2010. — 156 с. — (Библиотека криминалиста : БК).; ISBN 978-5-93295-728-8.
- Расследование подкупа участников и организаторов профессиональных спортивных соревнований и зрелищных коммерческих конкурсов : монография / А. Ф. Волынский, Е. С. Лапин. — Москва : Юрлитинформ, 2011. — 155 с. — (Библиотека криминалиста : БК).; ISBN 978-5-93295-897-1.